# Ossip Lourié
Ossip Lourié (in russo О́сип Дави́дович Лурье?, Osip Davidovič Lur'e; Dubroŭna, 28 gennaio 1868 – 1955) è stato uno scrittore russo naturalizzato francese.
Fu candidato al premio Nobel per la letteratura nel 1901.

## Biografia
Fu un professore all'Université nouvelle de Bruxelles, e un dottore della Facoltà di Lettere dell'Università di Parigi. Arrivò in Francia nel 1892 ed era specializzato negli studi su Tolstoi e Ibsen.

## Opere
- Échos de la vie, 1893
- Âmes souffrantes, 1895
- Pensées de Tolstoï d'après les textes russes, Paris, Félix Alcan, coll. «Bibliothèque de philosophie contemporaine», 1898
- La Philosophie de Tolstoï, Paris, Félix Alcan, coll. «Bibliothèque de philosophie contemporaine», 1899
- La Philosophie sociale dans le théâtre d'Ibsen[2], 1900
- La Philosophie russe contemporaine, 1901
- Nouvelles Pensées de Tolstoï, 1903
- Le Bonheur et l'intelligence, esquisse psycho-sociologique, 1904
- Psychologie des romanciers russes du XIXe siècle, Paris, Félix Alcan, coll. «Bibliothèque de philosophie contemporaine», 1905
- Ibsen, 1828–1906, 1907
- Tolstoï, 1907
- Croyance religieuse et croyance intellectuelle, 1908
- Le Langage et la verbomanie : essai de psychologie morbide, 1912
- La Russie en 1914–1917, 1918
- Graphomanie, essai de psychologie morbide, 1920
- Le Rire normal et morbide, 1920
- La Révolution russe, 1921
- Mon bréviaire, 1.200 pensées et réflexions, recueillies et classées, 1923
- Comité secret, pièce en 1 acte, 1923
- La Gifle sanglante : crise morale d'un intellectuel européen de nos jours, 1926
- Qu'est-ce que la calomnie ? : esquisse psycho-pathologique, 1927
- La Morale chez les bêtes, 1928
- L'Arrivisme, essai de psychologie concrète, 1929
- Congrès des soldats inconnus, 1930
- Hymne à la France, sonnet inédit, 1938